# Carro falcato

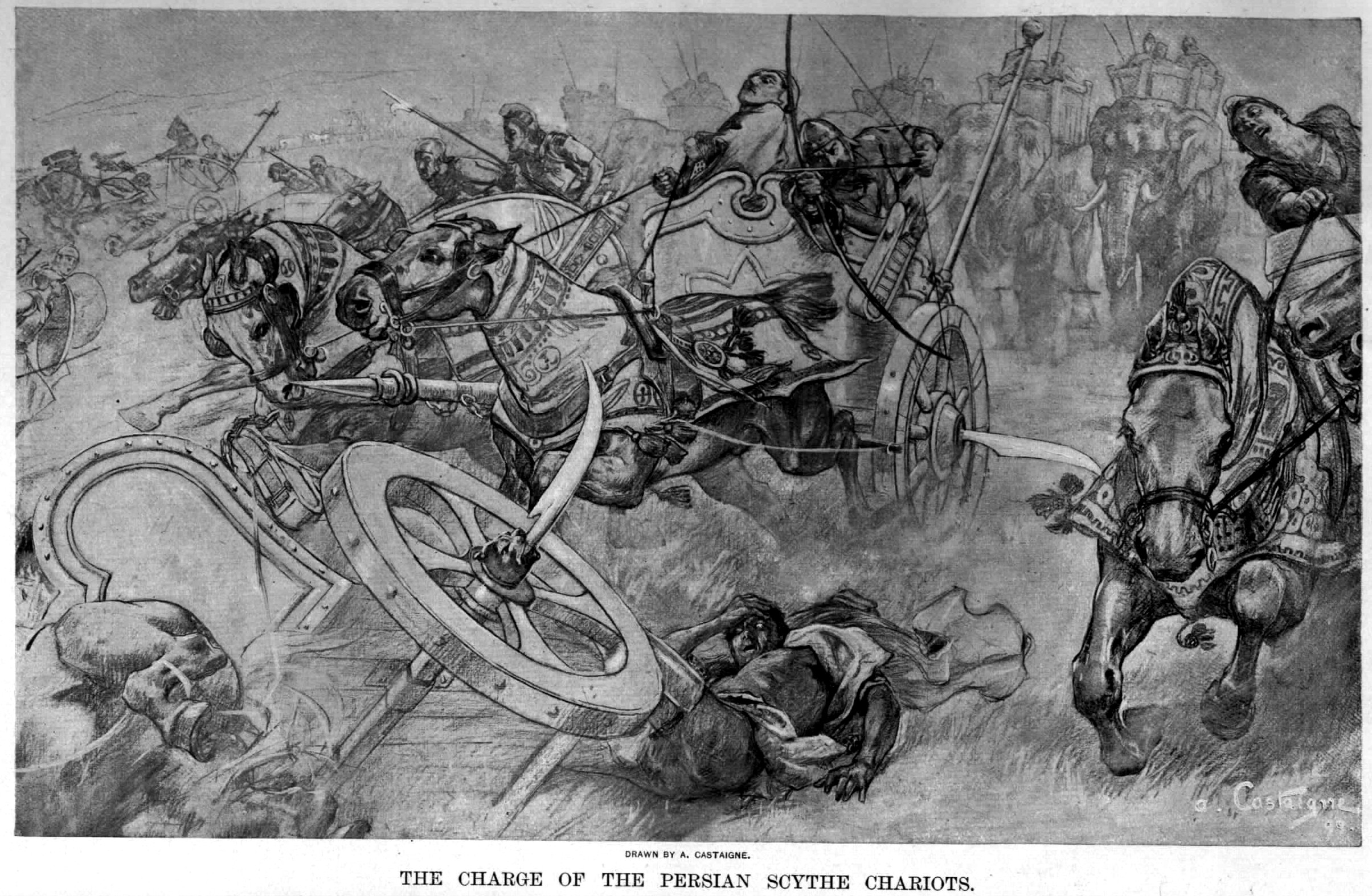
La carica dei carri falcati Persiani nella battaglia di Gaugamela, di André Castaigne (1898-1899).

Il carro falcato era un antico carro da guerra a due o a quattro ruote, munito di lame taglienti su testa, timone, mozzi delle ruote e sponde. Lanciati a rapido galoppo da cavalli bardati, facevano strage del nemico.
Fu usato dai greci e dai popoli orientali sin da età antichissime. Riempirono del loro fragore i poemi omerici, furono largamente usati nell'antichità che va dalla prima apparizione degli elleni nella Tessaglia al ritorno dalla guerra di Troia, cioè, secondo la cronologia mitologica, dal 1400 a.C. al 1200 a.C. In Oriente i carri falcati furono usati soprattutto dagli egizi, dagli assiri e dai babilonesi e poi dai persiani. Ventisettemila ne aveva Ramses II, chiamato dai greci Sesostri, di cui il poeta Pentaur canta le prodigiose e terribili gesta. 
Sedicimila carri falcati possedeva Nino, re degli assiri, quando mosse all'assalto della Battriana. Spetta però a Ciro II di Persia il vanto di aver fatto dei carri una vera arma, con propria organizzazione tattica, e fu proprio l'intervento dei carri falcati che decise le sorti della grande battaglia di Thymbra contro Creso re dei lidi, battaglia che dovette esercitare un'influenza risolutiva sulle sorti dell'Asia. 
I romani, invece, non usarono quasi mai carri d'assalto, salvo poche eccezioni che, del resto, contro di loro servivano assai poco perché la disposizione delle truppe romane, con larghi vuoti tra l'uno e l'altro manipolo, neutralizzava in gran parte la potenza di distruzione dei carri stessi. 
L'azione del carro falcato va avvicinata a quella degli elefanti, che ebbero largo impiego bellico da parte di Dario contro Alessandro Magno e fruttarono poi a Pirro la famosa vittoria. 
Viene anche citato nella Bibbia. 
Era molto efficace in battaglia su terreni pianeggianti, ma già i romani ne scoprirono i limiti, contrastandoli efficacemente.
Infatti Vegezio nella sua Epitoma rei militaris scrive:
(Vegezio, Epitoma rei militaris, III, 24)

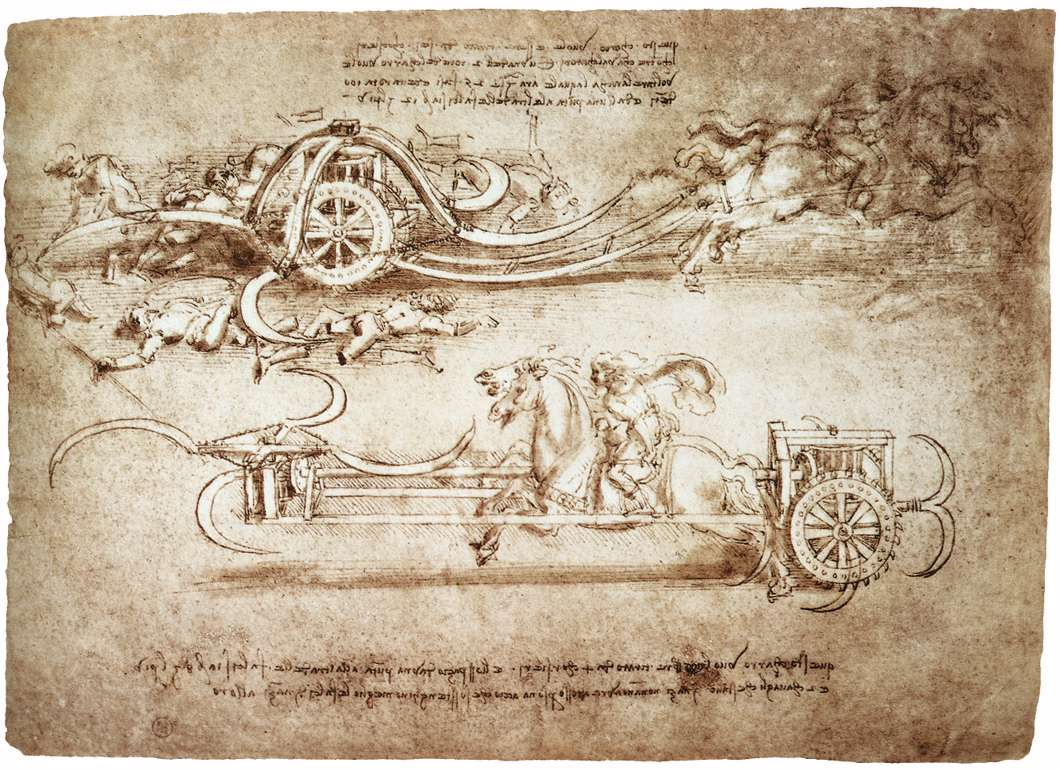
Disegno di Leonardo da Vinci per il suo carro d'assalto falcato

L'idea di un carro falciante, elemento tradizionale dell'ingegneria militare fin dall'Impero Romano, si ritrova in molti disegni di Leonardo. Il progetto è costituito da un lungo carro a due ruote a cui sono collegate falci rotanti attraverso un albero di trasmissione e ingranaggi. Il sistema di ingranaggi faceva ruotare le falci con effetti devastanti.

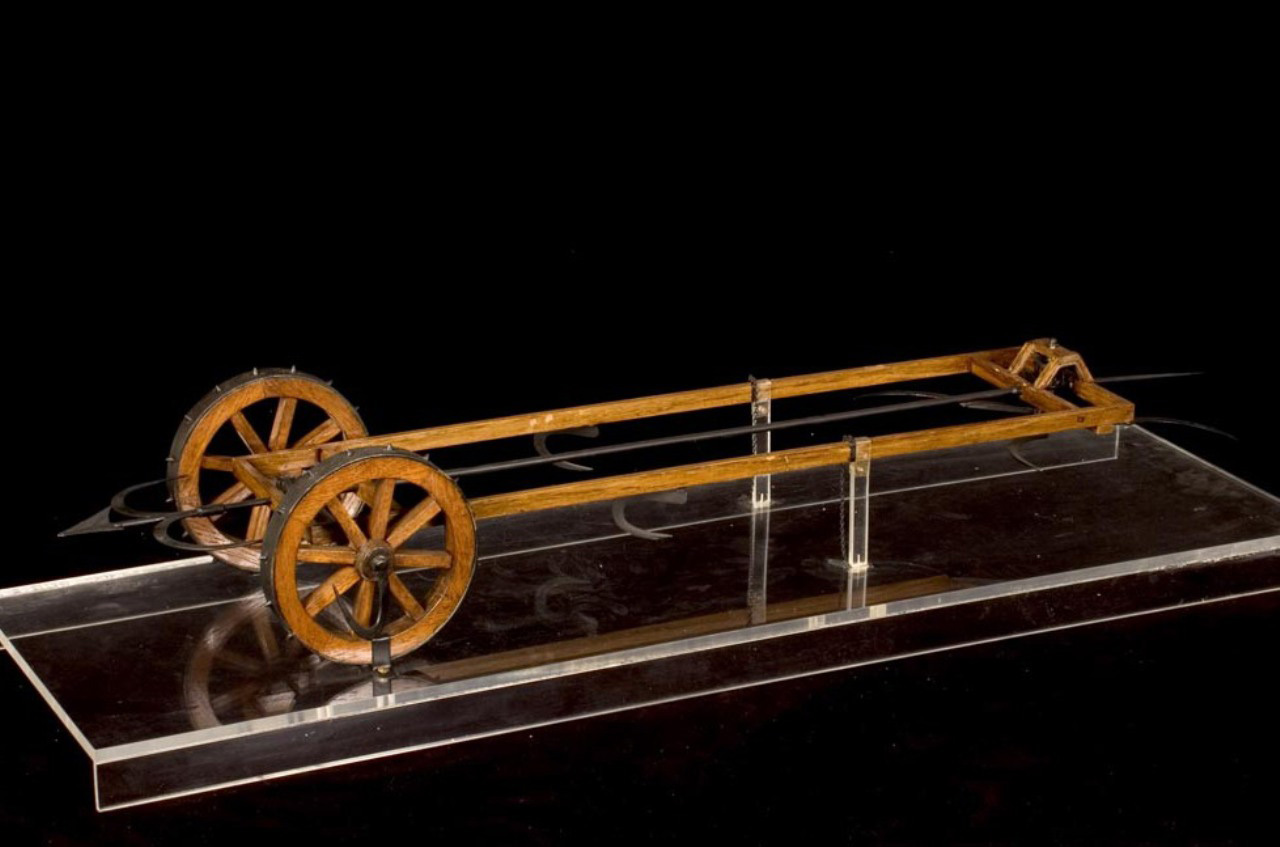
Modello in scala del carro falciante di Leonardo esposto al Museo nazionale della scienza e della tecnologia Leonardo da Vinci
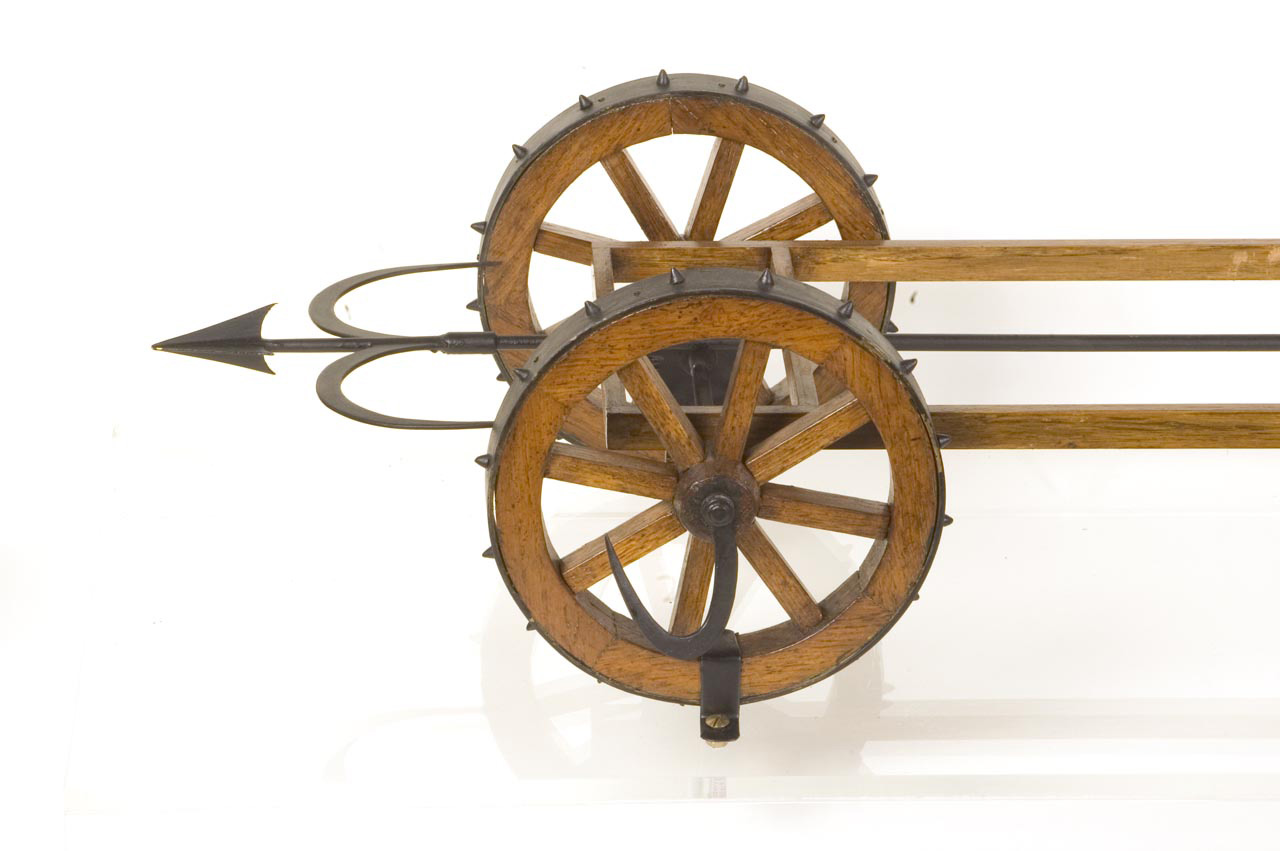
Dettaglio della ricostruzione del carro di Leonardo al Museo della scienza e della tecnologia di Milano
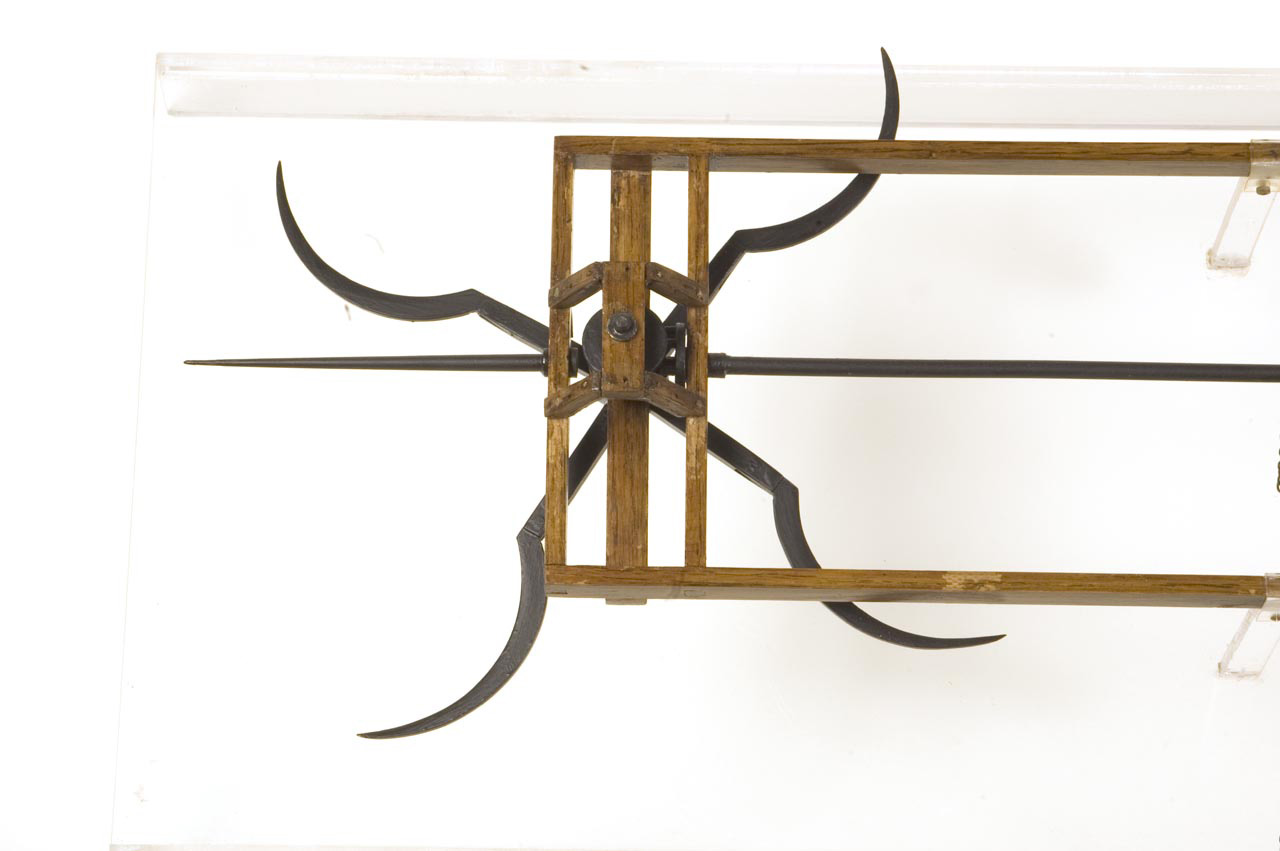
Dettaglio delle falci rotanti